# مكشاف اللوحة المسطحة

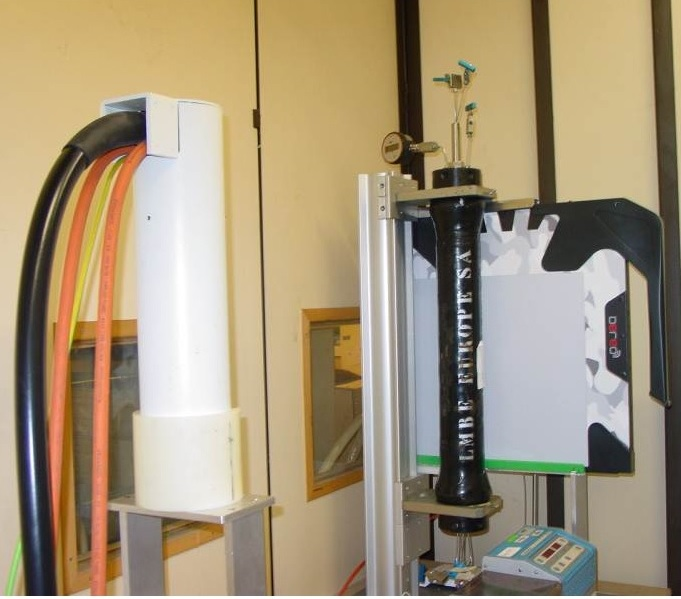
نموذج من مكشاف اللوحة المسطحة.

مكشاف اللوحة المسطحة (ملاحظة 1) هو نمط من الأجهزة المبنية من بلورات صلبة والمستخدم لكشف الأشعة السينية بأسلوب رقمي؛ وذلك بشكل مشابه لمبدأ حساسات التصوير المستخدمة في التصوير الرقمي والفيديو.

## المبدأ

نمطا القياس في مكشاف اللوحة المسطحة

هناك نمطان من مبدأ قياس الأشعة السينية باستخدام هذا المكشاف، وهو نمط القياس المباشر وغير المباشر.
يشبه نمط القياس غير المباشر مبدأ العرض وفق شاشة العرض البلوري السائل ذات ترانزسنور الفيلم الرقيق (TFT-LCD)، حيث تشكل ملايين من البكسلات المؤلفة من ترانزستور فيلم رقيق صورة أو شبكة وموجودة في سيليكون لابلوري مغروسة في ركازة من الزجاج. ولكن على العكس من شاشات العرض المسطحة، فإن مكشاف اللوحة المسطحة يحوي ثنائي ضوئي يولد إشارة كهربائية؛ ثم تضخم الإشارات بعد ذلك إلى أن تصل إلى تجمع الحساسات لتعطي إشارة دقيقة وحساسة بشكل متناسب مع كمية الأشعة الواردة.
تعتمد المكاشيف المعتمدة على القياس المباشر على وجود موصل ضوئي، مثل ألفا السيلينيوم (α-Se)، وذلك من أجل التقاط وتحويل فوتونات الأشعة السينية الواردة بشكل مباشر إلى إشارة كهربائية.